# Thomas Tompion
Thomas Tompion (bautizado el 25 de julio de 1639 - 20 de noviembre de 1713) fue un relojero y mecánico inglés. Construyó algunos de los relojes históricos más importantes del mundo, que pueden alcanzar precios muy altos cuando aparecen ejemplares excepcionales en subasta. Una placa conmemora la casa que compartió en Fleet Street (Londres) con George Graham, su igualmente famoso alumno y sucesor. Miembro de la Royal Society, todavía se le considera como el padre de la relojería inglesa.

## Semblanza

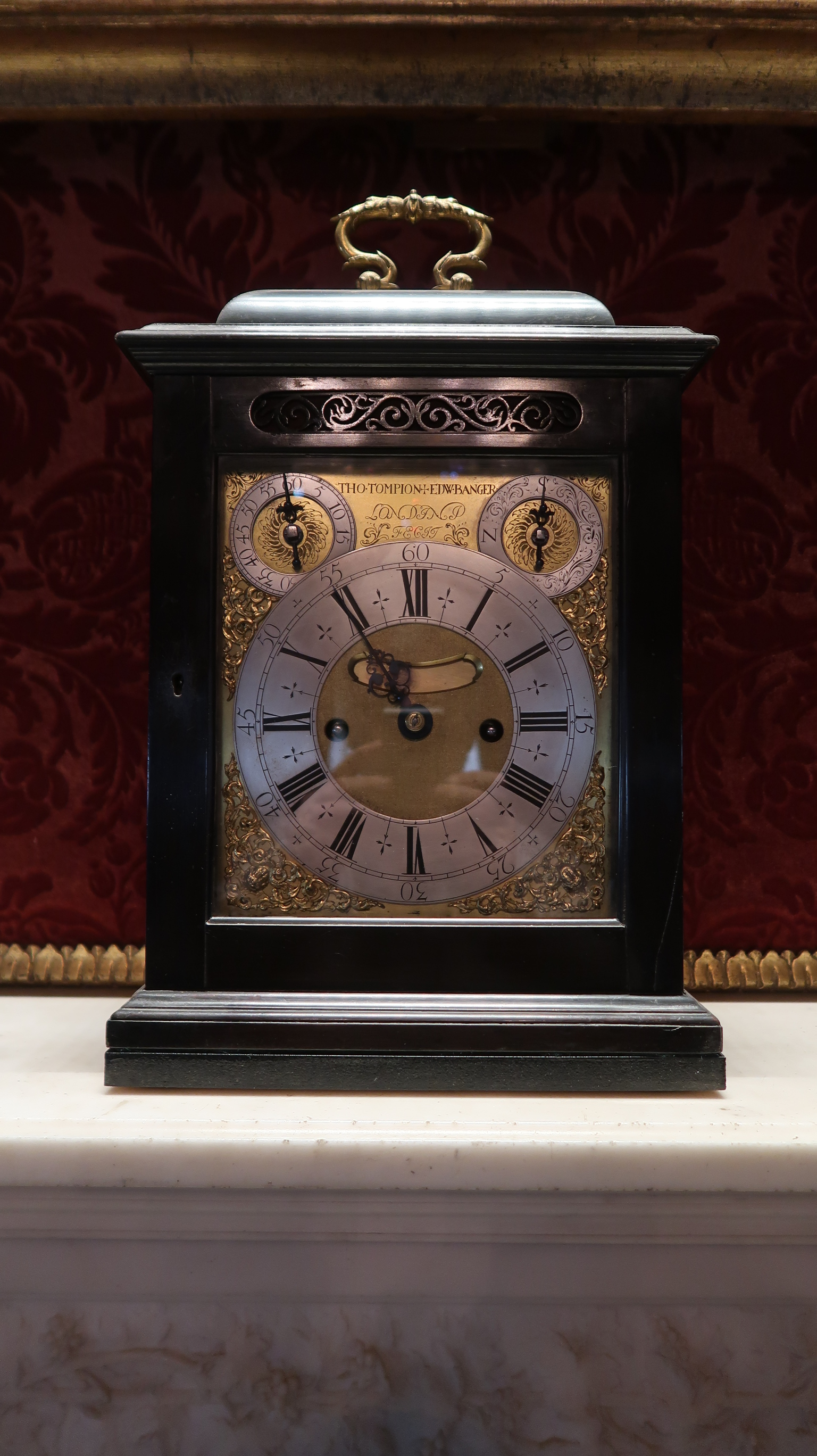
Reloj de carruaje Tompion & Banger con diales separados para horas y minutos, en el comedor de Kenwood House, Hampstead

Tompion nació alrededor de 1639 y fue bautizado el 25 de julio de 1639 en Northill (Bedfordshire, Inglaterra). La casa de campo familiar en Ickwell, su aldea natal en la parroquia de Northill, tiene una placa erigida en su honor por la Venerable Compañía de Relojeros en 1952. Era el hijo mayor de un herrero, también llamado Thomas Tompion, y probablemente se dedicó a este oficio hasta 1664, cuando se convirtió en aprendiz de un relojero de Londres. Se sabe muy poco de sus primeros años, y la primera referencia a Tompion en Londres se registra alrededor de finales de 1670 en Water Lane (ahora Whitefriars Street), cerca de Fleet Street.
El estilo de sus primeros relojes muestra una fuerte conexión con Joseph Knibb. El mecenas más importante de Tompion fue el científico Robert Hooke, que bien pudo haber conocido a la familia Knibb, ya que ambos vivían en Oxford. La relación de Hooke con Tompion fue la clave de su éxito, ya que le abrió las puertas al mecenazgo real y le dio acceso a la última tecnología.
La excelencia de Tompion se basaba en el diseño sólido de sus mecanismos, así como en la alta calidad de los materiales utilizados. Esto, junto con las habilidades excepcionales de los trabajadores que contrataba, le dio una reputación inigualable en todo el mundo. Muchos de estos trabajadores eran hugonotes franceses y holandeses, como por ejemplo, Daniel y Nicholas Delander, Henry Callot y Charles Molyns, este último posiblemente relacionado con la familia Windmills.
Tompion fue uno de los primeros miembros de la Compañía de Relojeros de Londres, a la que se incorporó en 1671. En 1704 se convirtió en maestro, trabajando con otros miembros de renombre como Charles Gretton, Daniel Quare y Joseph Windmills.
Cuando se fundó el Real Observatorio de Greenwich en 1676, el rey Carlos II eligió a Tompion para crear dos relojes idénticos basados en la idea de Hooke de un péndulo muy largo que oscilaba con un arco muy pequeño. Estos dos relojes se instalaron en la sala octogonal. Cada uno de ellos era accionado por un escape de áncora diseñado por Richard Towneley, y solo necesitaban que se les diera cuerda una vez al año. Demostraron ser muy precisos y fueron fundamentales para lograr los cálculos correctos necesarios para las observaciones astronómicas.

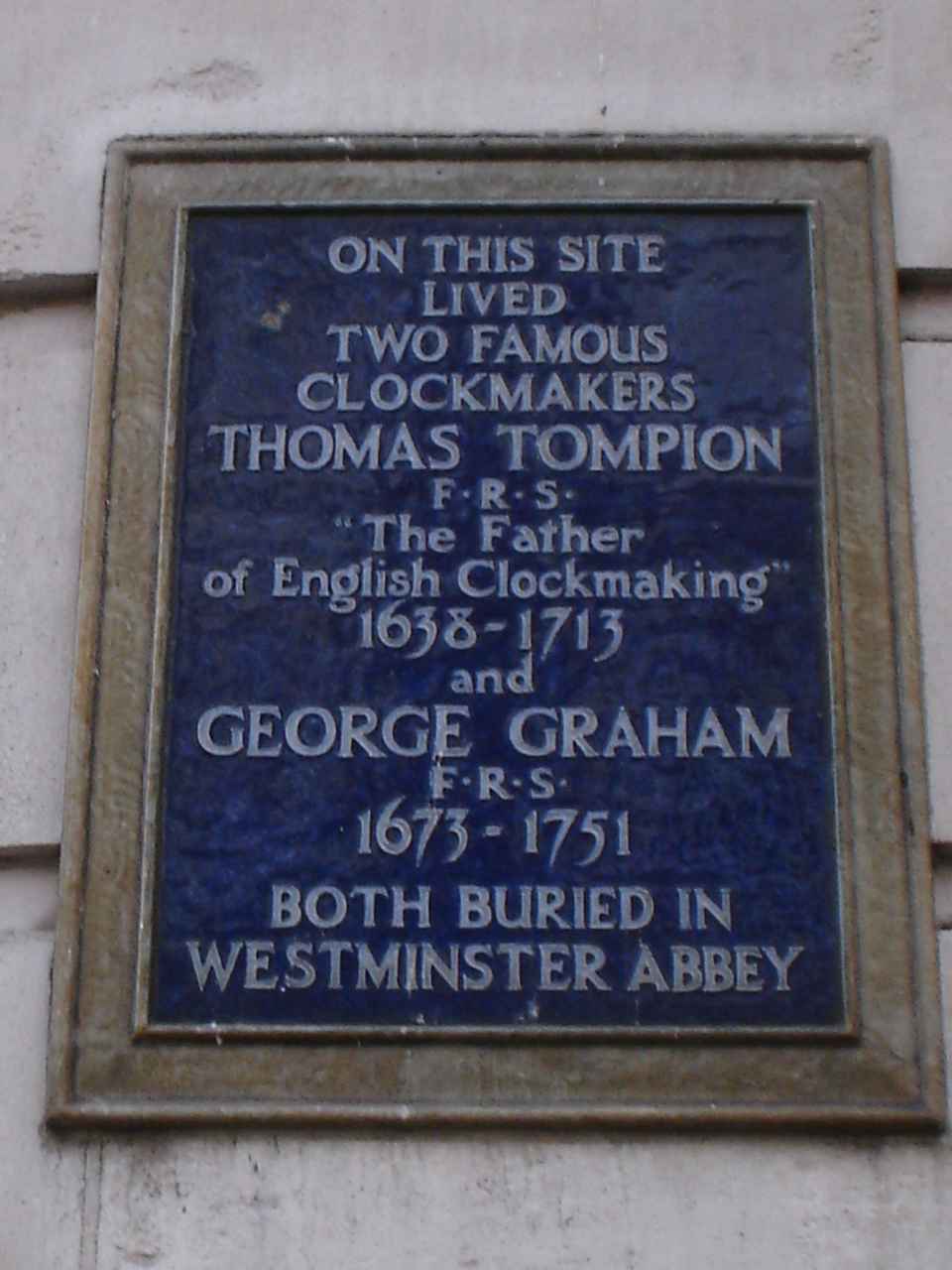
Placa en Fleet Street, Londres, conmemorando a Thomas Tompion y a George Graham

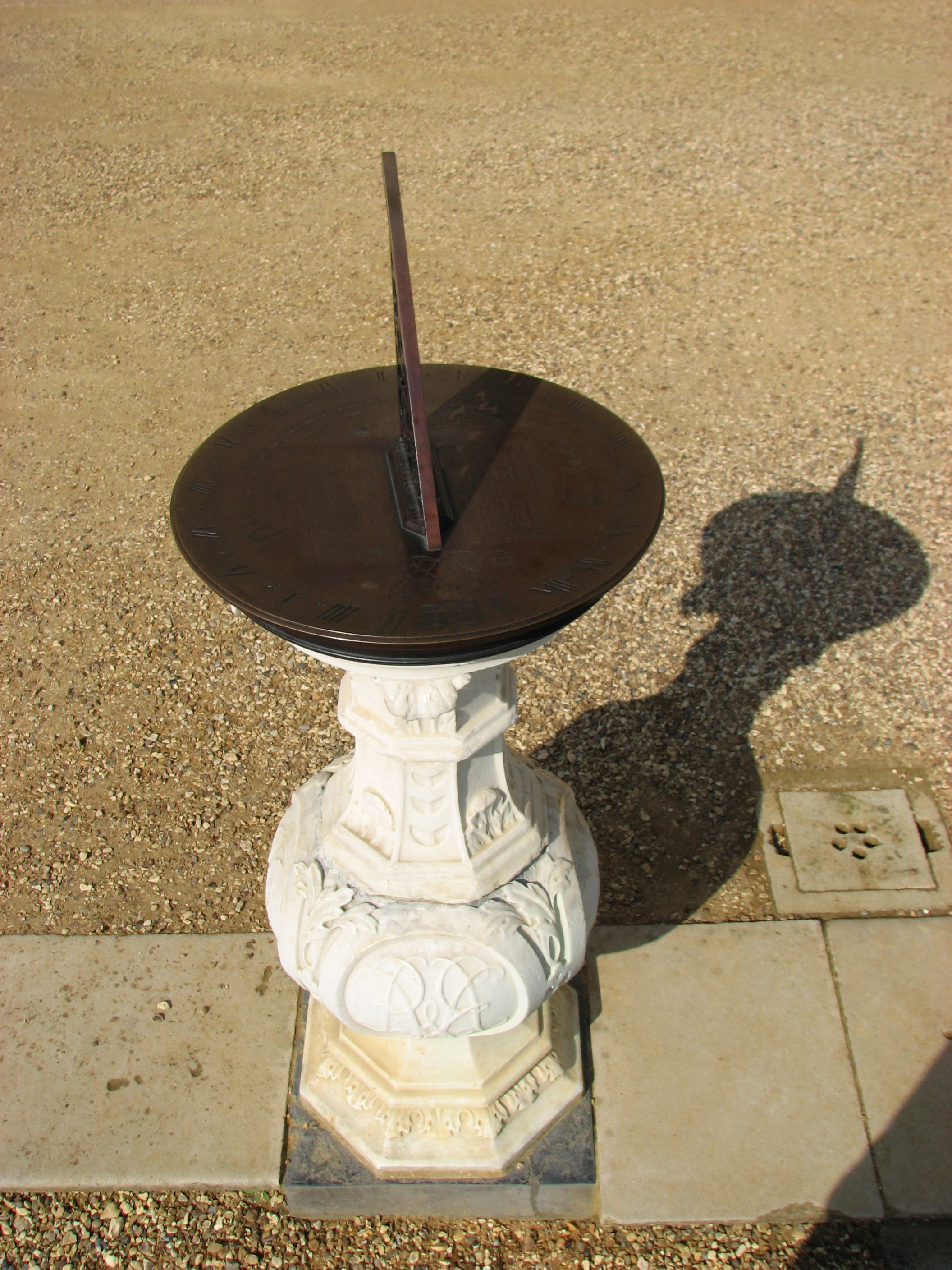
Reloj de sol construido por Thomas Tompion en Hampton Court (hacia 1680)

Debido a su relación con el científico Robert Hooke, fabricó algunos de los primeros relojes con resorte regulador, que tenían el potencial de ser mucho más precisos que los relojes anteriores. Se experimentó con varios tipos diferentes, incluido un tipo temprano con dos volantes engranados entre sí para eliminar los errores de movimiento. Uno de estos se fabricó para el rey Carlos II y se firmó con la leyenda "Robert Hooke invent. 1658. T. Tompion fecit, 1675". William Derham lo menciona en su libro El relojero artificial. Este reloj, al parecer, no se ha conservado. La forma final de la disposición de la espiral utilizada por Tompion era una espiral simple con un solo volante, de hecho la misma disposición empleada por Christiaan Huygens en los relojes fabricados para él por Thuret. Algunos de los primeros movimientos de espiral de Tompion también tenían una especificación similar al modelo de Huygens/Thuret, ya que disponían de un barrilete fijo y no de un caracol. Huygens imaginó que este último no sería necesario, ya que el resorte espiral haría que el volante fuera isócrono. Tompion debe haber descubierto pronto que esta suposición bastante optimista era incorrecta, ya que todos los movimientos de espiral de Tompion posteriores incluyen un caracol, y este diseño se convirtió en el modelo estándar en los relojes ingleses durante los siglos XVII y XVIII.
A menudo se afirma que Tompion inventó el tipo particular de regulación de espiral para los relojes de bolsillo ampliamente utilizado hasta fines del siglo XIX. Este dispositivo posee los pasadores de freno montados en una cremallera de sector y son movidos por un piñón en el que está montado un disco graduado y numerado. Aunque Tompion utilizó este sistema, es habitual denominarlo incorrectamente como el regulador Tompion. Está claro que no inventó este sistema, ya que estos reguladores ya se utilizaban en la década de 1670 en los relojes franceses de espiral del modelo Thuret.
Como el relojero más destacado de Inglaterra, el taller de Tompion construyó alrededor de 5.500 relojes y 650 relojes de pared a lo largo de su carrera. Los relojes de Tompion son conocidos por su diseño ingenioso y por su construcción robusta. Sus relojes de ménsula de tres trenes de gran sonería son obras maestras. Los interesados en la mecánica se sienten particularmente atraídos por los mecanismos de estos relojes y por sus relojes repetidores, ya que son bastante complejos, de hecho, incluso se podría decir que demasiado complejos, aunque eficientes en su funcionamiento. Comparte esta característica con los diseños posteriores del fabricante de relojes franco-suizo Abraham Louis Breguet.
Otra de las innovaciones de Tompion fue la creación de un sistema de numeración para sus relojes de pie y de resorte, que se cree que es la primera vez que se aplicó un sistema de numeración en serie a los productos manufacturados.

### Vida posterior
Tompion se asoció con Edward Banger en 1701 hasta aproximadamente 1707 o 1708, cuando dejaron de colaborar en circunstancias que no están del todo claras. Sin duda, desde alrededor de 1711 fue George Graham quien estuvo asociado con Tompion. Algunas de sus producciones posteriores están firmadas conjuntamente y, misteriosamente, algunos relojes tienen esta firma en una placa separada que se superpone a la de Tompion y Banger grabada en la placa de la esfera propiamente dicha.
George Graham continuó desarrollando los diseños tanto de instrumentos científicos como de relojes después de la muerte de Tompion, y también continuó con el sistema de numeración de Tompion.
Murió el 20 de noviembre de 1713 y fue enterrado en la Abadía de Westminster. George Graham fue enterrado junto a él en 1751. También hay un monumento en su honor en la propia abadía. Muchos de sus relojes siguen funcionando hoy en día, incluidos dos de sus relojes con marcha para un año en el Palacio de Buckingham. Muchos de sus relojes sobreviven y, debido a su sólida construcción, siguen funcionando tal y como predijo Hatton en 1773.
La marca de relojes de pulsera suizos modernos "Tompion" de la serie denominada "British Masters" no tiene ninguna conexión ni con Thomas Tompion ni con la empresa original de ese nombre.

## Ejemplos de la obra de Tompion

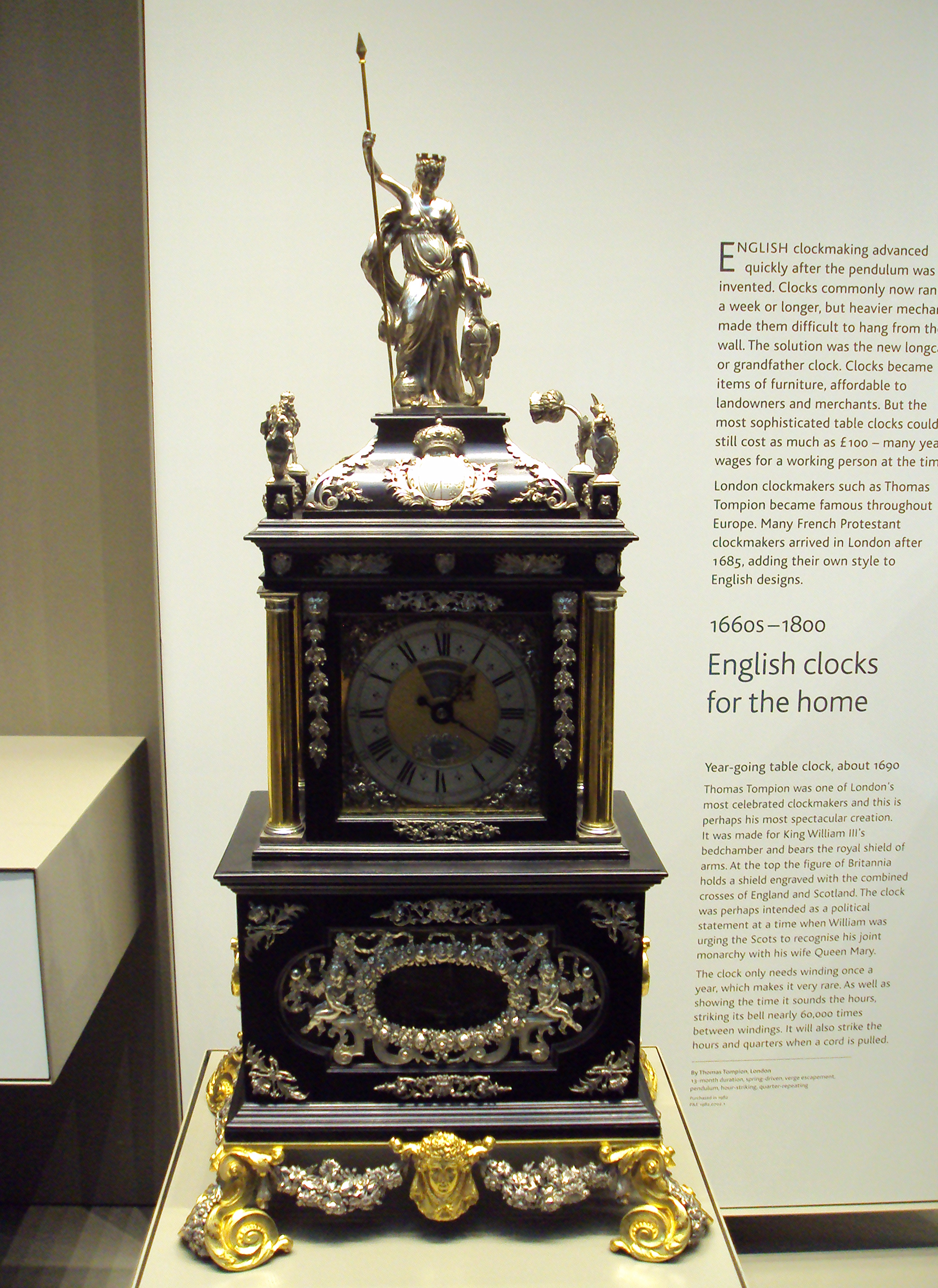
Reloj ornamentado (conocido como 'Mostyn Tompion') fabricado hacia 1690 por Thomas Tompion (Museo Británico)

- Un reloj de caja alta con esfera astronómica circa 1680; John Smith-Museo Fitzwilliam Cambridge, Inglaterra.
- Un reloj de resorte de duración anual gran sonería, conocido como "Mostyn Tompion". Quizás el mejor reloj de Tompion (Djanogly Horological Gallery, Museo Británico, Bloomsbury, Londres).[6]
- Un reloj de mesa de ocho días con doble cuerda de repetición en caja de ébano (Londres, hacia 1700. Moyse's Hall Museum, Bury St Edmunds, Suffolk, Inglaterra).
- Uno de los primeros relojes con espiral de muelle (Science Museum, Kensington, Londres).
- Los relojes de sol en el Real Jardín Botánico de Kew y en los Jardines de Hampton Court (ambos hacia 1680, Londres).

## En la cultura popular
- Thos. Tompion es una de las estatuas de artesanos situadas en la fachada de Exhibition Road del Museo de Victoria y Alberto (South Kensington).
- En la novela de Elizabeth Goudge de 1960 The Dean's Watch, el relojero Isaac Peabody recuerda a Thomas Tompion con reverencia.
- En la película de 1986 Clockwise, la escuela de la que es director el personaje interpretado por John Cleese lleva el nombre de Thomas Tompion, lo que es apropiado dada la atención del director a la puntualidad.
- En la novela Los papeles póstumos del Club Pickwick, de Charles Dickens, se dice que la sala de bombas de Bath tiene un reloj Tompion.